# Kidney (otok)
Otok Kidney (špa. Isla Celebroña) tako nazvan zbog svog oblika, mali je otok s površinom od 33 hektara, istočno od Istočnog Falklanda, nedaleko od Stanleya. Nalazi se na istočnom kraju zaljeva Berkeley Sound u blizini Kidney Covea, a od Port Williama ga dijeli Menguera Point. To je prirodni rezervat i, za razliku od većine glavnih otoka, još uvijek je prekriven travom Poa flabellata. Njegov životinjski svijet uključuje pingvine i morske lavove. To je jedno od samo tri mjesta u arhipelagu gdje se razmnožavaju kraljevski pingvini; ostali su Saunders Island i Volunteer Point na istočnom Falklandu.

## Povijest
Tijekom Falklandskog rata, 1. svibnja 1982., Islas Malvinas GC82, britanski helikopter Westland Lynx HAS.Mk.2/3 sa broda HMS Alacrity oštetio je argentinski mornarički ophodni brod tipa Z-28. Helikopter je također teško pogođen vatrom argentinskog naoružanog broda ARA Forrest.

## Važno područje za ptice
Otok Kidney, zajedno s obližnjim i mnogo manjim otokom Cochon, BirdLife International identificirao je kao važno područje za ptice (IBA). Ptice za koje je ovo područje od značaja za očuvanje uključuju falklandske parobrotke (Tachyeres brachypterus, 15 parova koji se gnijezde), žutouhe pingvine (500 parova), mageljanske pingvine (Spheniscus magellanicus), bjelobrke zovoje (1000 parova), mrke zavoje, crnkaste rudarice (Cinclodes antarcticus) i falklandske palčiće (Troglodytes cobbi).